# Dasyhelea flavimanus
Dasyhelea flavimanus är en tvåvingeart som först beskrevs av Santos Abreu 1918.  Dasyhelea flavimanus ingår i släktet Dasyhelea och familjen svidknott.
Artens utbredningsområde är Kanarieöarna. Inga underarter finns listade i Catalogue of Life.